# Михаил Каџаја
Михаил Каџаја (груз. მიხეილ ქაჯაია; Цхалтубо, 21. јул 1989) је репрезентативац Србије у рвању грчко-римским стилом, пореклом из Грузије. 
Грузију је представљао на Универзијади у Казању 2013. где је освојио бронзану медаљу у категорији до 96 kg. Такође је учествовао на Европским играма 2015. где је заузео осамнаесто место, и на Светском првенству исте године где је био шеснаести.
Од 2017. такмичи се под заставом Србије. На Европском првенству у Новом Саду у првом колу је победио европског првака Мелникова, а у другом изгубио од олимпијског шампиона Алексанјана. На Светском првенству стигао је до четвртфинала. На Европском првенству у Каспијску 2018. освојио је сребрну медаљу, а на Светском првенству 2018. у Будимпешти бронзану.